# Антисионистский комитет советской общественности
Антисиони́стский комите́т сове́тской обще́ственности (АКСО) — общественная организация в СССР, состоявшая из деятелей-евреев и занимавшаяся противостоянием сионизму и его критикой посредством пропагандистской и издательской деятельности. Действовала с 24 марта 1983 по октябрь 1992.

## История
Антисионистский комитет советской общественности был создан 29 марта 1983 года решением Секретариата ЦК КПСС на основании предложения Отдела пропаганды и агитации ЦК КПСС и КГБ СССР. Секретариатом были утверждены штаты и должностные оклады работников комитета (включая персональные надбавки), проект Постановления Совета министров СССР о материально-техническом обеспечении комитета (включая средства специальной связи, транспорт, прикрепление руководителей комитета к поликлинике 4-го Управления Минздрава и столовой лечебного питания), номенклатуру должностей ЦК по руководству комитета (три должности были отнесены к номенклатуре Секретариата, три другие — к учётно-контрольной номенклатуре ЦК. Также было поручено подготовить к публикации обращение инициативной группы советских граждан.
1 апреля 1983 года в газете «Правда» Д. А. Драгунский, М. И. Кабачник, Г. Б. Гофман, С. Л. Зивс, Б. С. Шейнин, Г. Л. Бондаревский, Г. О. Зиманас и Ю. А. Колесников объявили, что с целью всестороннего противостояния сионизму и Израилю и для дальнейшего строительства коммунизма и борьбы за мир дружбу народов на общественных началах создаётся добровольная организация «Антисионистский комитет советской общественности».
21 апреля 1983 года на собрании, где присутствовали известные в СССР и за его пределами учёные, деятели культуры, а также представители некоторых общественных организаций, единогласно проголосовали за создание Антисионистского комитета советской общественности (АКСО).

## Члены
- Председатель: Драгунский, Давид Абрамович — генерал-полковник танковых войск, дважды Герой Советского Союза;
- Зивс, Самуил Лазаревич — первый заместитель председателя, доктор юридических наук, профессор, заслуженный деятель науки РСФСР;
- Крупкин, Марк Борисович — заместитель председателя. Заместитель директора РИА «Новости», заведующий отделом «Литературной газеты»;
- Бондаревский, Григорий Львович — доктор исторических наук, профессор, заслуженный деятель науки РСФСР;
- Быстрицкая, Элина Авраамовна — профессор, народная артистка СССР;
- Кабачник, Мартин Израилевич — химик, академик АН СССР;
- Ойзерман, Теодор Ильич — философ, академик АН СССР[5][6];
- Кудрявцев, Владимир Николаевич — правовед, академик АН СССР;
- Блантер, Матвей Исаакович — композитор;
- Степанова, Ангелина Иосифовна — народная артистка СССР;
- Лиознова, Татьяна Михайловна — кинорежиссёр;
- Гофман, Генрих Борисович — писатель, Герой Советского Союза;
- Солодарь, Цезарь Самойлович — писатель;
- Колесников, Юрий Антонович — писатель;
- Вергелис, Арон Алтерович — поэт;
- Зиманас, Генрикас Ошерович — историк, профессор;
- Шейнин, Борис Соломонович — кинематографист.
- Фишман, Яков Лейбович — главный раввин Московской хоральной синагоги[7];
- Шаевич, Адольф Соломонович — главный раввин Москвы с 1980 года. В 1989 году назначен главным раввином Советского Союза, в 1993 году — России[8];

Представители трудовых коллективов Москвы и Подмосковья — председатель колхоза имени XXII съезда КПСС Коломенского района, Герой Социалистического Труда А. К. Маринич и птичница Братцевского птицеводческого объединения Герой Социалистического Труда Г. П. Голубева.

## Издания Комитета
- Антисионистский комитет советской общественности (Москва). Устав Антисионистского комитета советской общественности. Принят на учредительном собрании… 21 апреля 1983 г. М. : Б. и., 1983.
- Антисионистский комитет советской общественности: цели и задачи : [Материалы пресс-конференции, 6 июня 1983 г.]. — М. : Изд-во агентства печати «Новости», 1983. — 45 с.
- Советский народ поддерживает: [Сборник] / Антисионистский комитет советской общественности. М.: Изд-во агентства печати «Новости», 1983. — 56 с.
- Драгунский Д. А. О чём говорят письма. М.: Изд-во агентства печати «Новости»: Антисионистский комитет советской общественности, 1984. — 44 с.
- Criminal alliance of Zionism and Nazism: Press conference of the Anti-Zionist committee of Soviet public opinion, Oct. 12, 1984. Moscow: Anti-Zionist committee of Soviet public opinion, 1985.
- Белая книга: Новые факты, свидетельства, документы : [Сборник / Антисионистский комитет советской общественности, Ассоциация советских юристов [Предисл. Д. А. Драгунского, А. Я. Сухарева]. М.: Юридическая литература, 1985. — 303 с.
- Освободительная миссия Советской Армии и спасение узников нацизма: Пресс-конференция Антисионистского комитета советской общественности, 9 апреля 1985 г. — М. : Антисионистский комитет советской общественности: Изд-во агентства печати «Новости», 1985. — 32 с.
- Сионизм: Слова и дела. Сборник материалов советской и зарубежной прессы / Антисионистский комитет советской общественности. М.: Изд-во Агентства печати Новости, 1987. Издание было запланировано как периодическое, но прекратилось после первого же выпуска.
- Перестройка и еврейский вопрос: [Сборник]. М.: Антисионистский комитет советской общественности, 1990.
- Иосиф Флавий. О древности иудейского народа: Против Апиона / Пер. с греч. Я. И. Израэльсона. Репринт. воспроизведение изд. 1895 г. Изд. совместно с: СП «Интертех». М.: Информ.-изд. центр «Альфа» и др., 1990. — XXIV, 134, XII с.